# Jannike Björling
Inga Jannike Lovisa Björling, född 12 oktober 1966 i Stockholm, är en svensk före detta fotomodell. Hon  är dotterdotter till John E. Björling.

## Biografi
Åren 1983–1988 var Jannike Björling tillsammans med tennisspelaren Björn Borg, med vilken hon har en son född 1985. 1990–1995 var hon gift med fotografen Tony Fernandez.
Hon var fotomodell (bland annat för Panos Emporio) och har bland annat vikt ut sig i herrtidningen Café. Hon omskrevs ofta i skvallerpressen för sitt privatliv och påstådda narkotikamissbruk under sent 80-tal och tidigt 90-tal. Därefter har hon hållit en låg profil, utbildat sig till florist och nagelskulptris och bland annat arbetat inom vården.
Björling deltog 2009 i TV4-serien Kändisdjungeln.
År 2014 trycktes boken Farlig förbindelse, författad av Thomas Sjöberg och med Jannike Björling som ämne. Boken baserades på texter publicerade 1994 i tidningen Intrig.

## Filmografi, i urval

### TV
- 2009 – Kändisdjungeln – deltagare